# 温氏股份
广东温氏食品集团股份有限公司，简称温氏集团、温氏股份（深交所：300498），1983年由广东省新兴县縣民溫北英創立，现发展为以养鸡业、养猪业为主导、兼营生物制药和食品加工的多元化、跨行业、跨地区发展的现代大型畜牧企业集团，地址在广东省云浮市新兴县新城镇东堤北路9号。

## 概述
1983年，溫北英和二兒子溫鵬程等七户村民集資8000元人民幣（約合台幣3萬6510元）合夥開了簕竹雞場，也就是溫氏集團的前身。接著溫北英提出了全新的養殖模式，讓全村的養雞戶跟著自己的公司一起發展，這讓他的公司收入節節攀升。發達之後，溫北英也用同樣的模式開始養豬，由公司繁殖豬苗，合作農戶則按照標準出資建造養殖場「代替」公司養豬。
1994年，溫北英因病去世，不過兒子溫鵬程接下了父親的重擔，帶著溫氏集團闖出一片天，至今在大陸20多個省建立分公司，成為亞洲第一養殖大戶。现已发展成一家以畜禽养殖为主、跨地区发展的现代农牧企业集团。2015年11月2日，温氏股份成功在深交所创业板挂牌上市，以换股方式吸引合并大华农。
目前已在中国成160多家一体化公司，截止2015年，温氏集团营业收入482.37亿元。

## 产品
温氏食品集团旗下生产产品包括有：
- 牛奶、鸡、猪、鸭、鸽、鹅、羊、水产
- 生鲜熟食
- 农牧设备
- 生物制药